# Amauri de Chartres
Amauri de Chartres, a veces conocido como Amaury de Bène (en latín, Amalricus de Bene) fue un filósofo y teólogo de París que vivió a principios del siglo XIII.
Nació a mediados del siglo XII en Bennes o Bène, población entre Chauffours y Ollé, en el valle del Loira al oeste de Chartres. Enseñó que Dios era la materia prima, que la ley de Jesucristo debía concluir el año 1200 para dar lugar a la ley del Espíritu Santo, que santificaría a los hombres sin sacramentos y sin ningún acto exterior, que los pecados cometidos por caridad eran inocentes. Negaba la resurrección de los muertos y el infierno, rechazaba el culto de los santos, clamaba contra el Papa, etc.
Sostenía que el cristianismo solo consistía en creerse uno miembro de Jesucristo; que el paraíso, el infierno y la resurrección de los muertos eran sueños. Fue condenado por la universidad de París en 1204, y apeló a Inocencio III, quien le condenó también. Temiendo ser castigado rigurosamente se retractó, y se retiró a San Martín de los Campos, en donde murió.
Se vio enseguida que sus discípulos inventaron nuevas aserciones. Entre ellas figuran el decir que todos los sacramentos eran inútiles, que todas las acciones dictadas por la caridad, aun el adulterio, no podían ser malas, además de otras aserciones que fueron condenadas. Tuvo seguidores muy pertinaces, que fueron llamado amauricences. Muchos de ellos fueron juzagos por un sínodo provincial reunido en París en 1210, condenados y quemados. Al tiempo de esta represión, Amauri había muerto recientemente. Fue excolulgado, y su cuerpo exhumado y arrojado al fuego.
El concilio de Letrán, celebrado en 1215, confirmó la condenación de su doctrina. Amauri tuvo por seguidor a David de Dinant, que sostuvo que Dios era la materia prima.